# Tönnersjö socken
Tönnersjö socken i Halland ingick i Tönnersjö härad, ingår sedan 1974 i Halmstads kommun i Hallands län och motsvarar från 2016 Tönnersjö distrikt.
Socknens areal är 119,44 kvadratkilometer, varav 116,30 land. År 2000 fanns här 457 invånare. Tätorten Tönnersjö med sockenkyrkan Tönnersjö kyrka ligger i socknen. 

## Administrativ historik
Tönnersjö socken har medeltida ursprung.
Vid kommunreformen 1862 övergick socknens ansvar för de kyrkliga frågorna till Tönnersjö församling och för de borgerliga frågorna till Tönnersjö landskommun.  Landskommunen inkorporerades 1952 i Eldsberga landskommun och Simlångsdalens landskommun som i sin tur uppgick 1974 och 1971 (1967 i Halmstads stad) i Halmstads kommun. Församlingen uppgick 2006 i Eldsbergabygdens församling som 2013 uppgick i Snöstorps församling.
1959 överfördes till Breareds socken ett område med 112 invånare och omfattande 41,30 kvadratkilometer, varav 40,31 land.
1 januari 2016 inrättades distriktet Tönnersjö, med samma omfattning som församlingen hade 1999/2000.  
Socknen har tillhört fögderier och domsagor enligt Tönnersjö härad. De indelta båtsmännen tillhörde Södra Hallands första båtsmanskompani.

## Geografi och natur
Tönnersjö socken ligger öster om Halmstad. Socknen består av två kuperade dalbygder vid slättbygd i sydväst och skogsbygd i övrigt. De största insjöarna är Brearedssjön och Älvasjön som båda delas med Breareds socken samt Stora Skärsjön.
Det finns fyra naturreservat i socknen: Danska fall som delas med Breareds socken, Hyltan och Kvarnberget ingår alla i EU-nätverket Natura 2000 medan Gårdshult är ett kommunalt naturreservat.
En sätesgård var Alslövs herrgård.

## Fornlämningar
Från bronsåldern finns gravrösen. Från järnåldern finns gravar, stensättningar, treuddar och domarringar.

## Namnet
Namnet (1455 Tönnersiö) kommer från kyrkbyn. Förleden kan vara Thundar av ett gammalt ånamn Thund, 'den översvämmande', syftande på Alslövsån. Efterleden  är sjö syftande på sjö(arna) strax norr om kyrkan. Tolkningen blir då 'ån Thunds (käll)sjö'.

## Befolkningsutveckling
| Befolkningsutvecklingen i Tönnersjö socken 1810–1990                                                    | Befolkningsutvecklingen i Tönnersjö socken 1810–1990 | Befolkningsutvecklingen i Tönnersjö socken 1810–1990 | Befolkningsutvecklingen i Tönnersjö socken 1810–1990 | Befolkningsutvecklingen i Tönnersjö socken 1810–1990 |
| --- | ---------------------------------------------------- | ---------------------------------------------------- | ---------------------------------------------------- | ---------------------------------------------------- |
| |                                                      |                                                      |                                                      |                                                      |
| År |                                                      |                                                      | Folkmängd                                            |                                                      |
| 1810 | 1810                                                 |                                                      | 763                                                  |                                                      |
| 1820 | 1820                                                 |                                                      | 703                                                  |                                                      |
| 1830 | 1830                                                 |                                                      | 800                                                  |                                                      |
| 1840 | 1840                                                 |                                                      | 845                                                  |                                                      |
| 1850 | 1850                                                 |                                                      | 875                                                  |                                                      |
| 1860 | 1860                                                 |                                                      | 1 084                                                |                                                      |
| 1870 | 1870                                                 |                                                      | 1 172                                                |                                                      |
| 1880 | 1880                                                 |                                                      | 1 129                                                |                                                      |
| 1890 | 1890                                                 |                                                      | 1 064                                                |                                                      |
| 1900 | 1900                                                 |                                                      | 904                                                  |                                                      |
| 1910 | 1910                                                 |                                                      | 919                                                  |                                                      |
| 1920 | 1920                                                 |                                                      | 882                                                  |                                                      |
| 1930 | 1930                                                 |                                                      | 865                                                  |                                                      |
| 1940 | 1940                                                 |                                                      | 744                                                  |                                                      |
| 1950 | 1950                                                 |                                                      | 707                                                  |                                                      |
| 1960 | 1960                                                 |                                                      | 513                                                  |                                                      |
| 1970 | 1970                                                 |                                                      | 411                                                  |                                                      |
| 1980 | 1980                                                 |                                                      | 409                                                  |                                                      |
| 1990 | 1990                                                 |                                                      | 411                                                  |                                                      |
| Anm: Källor: Umeå universitet - Tabellverket 1749-1859, Demografiska databasen, CEDAR, Umeå universitet |                                                      |                                                      |                                                      |                                                      |